# Kiss Me (Janne Da Arcの曲)
「Kiss Me」（キス・ミー）は、日本のヴィジュアル系ロックバンド・Janne Da Arcの18作目のシングル。

## 概要
- 前作「FREEDOM」から約2週間ぶり、2ヶ月連続シングルの第2弾作品。
- 表題曲は日本テレビ系列『スポーツうるぐす』のテーマソングに起用された。タイアップを手掛けるのは「霞ゆく空背にして」以来4作ぶりとなった。
- オリコンチャート初登場5位を獲得。2作連続でのトップ5入りを果たした。なお、デイリーでは初登場4位を獲得している[1]。
- 初回限定盤と通常盤の2タイプが製作され、前者には52ページのライブフォトブックが付き[注 1]、前作「FREEDOM(初回限定盤)」との連動特典もあった。後者にはジャケットなどに表記はされていないが、3曲目の無音部分を挟んで、4曲目に「explosion」、5曲目に「霞ゆく空背にして」のライブ音源がシークレットトラックとして収録されている。いずれも『男尻Night』からの音源[注 2]。

## 収録曲
1. Kiss Me [4:44]
作詞・作曲：yasu
編曲：Janne Da Arc
前作から一転、J-POPらしさを意識して制作された[1]。
2. Hysteric Moon [6:40]
作詞：yasu
作曲：ka-yu
編曲：Janne Da Arc

## 参加ミュージシャン
Janne Da Arc
- yasu：Vocal
- you：Guitar
- ka-yu：Bass
- kiyo：Keyboards
- shuji：Drums

## タイアップ
- 日本テレビ系列スポーツニュース『スポーツうるぐす』2004年4,5月度テーマソング (#1)

## 収録アルバム
- ARCADIA (#1)
- SINGLES 2 (#1)
- Janne Da Arc MAJOR DEBUT 10th ANNIVERSARY COMPLETE BOX (#1)